# 年金融資商法
年金融資商法（ねんきんゆうししょうほう）とは年金受給者を対象として年金証書や預金通帳を担保として融資する商法。類義語として年金担保融資や年金担保貸付というのが存在する。
年金証書や預金通帳を担保として融資することは法律で禁止されている違法行為である。